# ChangesNowBowie
ChangesNowBowie is een livealbum van de Britse muzikant David Bowie. Het album bestaat uit nummers die Bowie in 1996 opnam, in voorbereiding op een concert ter gelegenheid van zijn vijftigste verjaardag. Het album werd op 17 april 2020 op streamingdiensten uitgebracht. Op 29 augustus kwam er tevens een versie op cd en vinyl uit ter gelegenheid van Record Store Day.

## Achtergrond
Op 9 januari 1997 zou Bowie zijn vijftigste verjaardag vieren met een concert in Madison Square Garden, een dag nadat hij daadwerkelijk jarig was. Ter voorbereiding nam hij eind 1996 een aantal sessies op voor de BBC. Op 1 en 8 januari 1997 werden deze opnames op BBC Radio 1 uitgezonden. ChangesNowBowie is het eerste album waarop deze opnames officieel werden uitgebracht.
De nummers op ChangesNowBowie zijn opgenomen in de Looking Glass Studios in New York. Het zijn grotendeels akoestische versies van oudere Bowie-nummers, met uitzondering van "White Light/White Heat" van The Velvet Underground en "Shopping for Girls" van Bowies voormalige band Tin Machine. Op het album werd Bowie begeleid door basgitariste Gail Ann Dorsey, toetsenist Mark Plati en gitarist Reeves Gabrels, met wie hij al vaker had samengewerkt. Bowie, Plati en Gabrels produceerden tevens de opnames.

## Tracklist
Alle muziek en teksten zijn geschreven door David Bowie, tenzij anders aangegeven. 
| Nr. | Titel                        | Schrijver(s)          | Duur |
| --- | ---------------------------- | --------------------- | ---- |
| 1.  | "The Man Who Sold the World" |                       | 4:01 |
| 2.  | "Aladdin Sane"               |                       | 3:34 |
| 3.  | "White Light/White Heat"     | Lou Reed              | 3:43 |
| 4.  | "Shopping for Girls"         | Bowie, Reeves Gabrels | 3:31 |
| 5.  | "Lady Stardust"              |                       | 3:32 |
| 6.  | "The Supermen"               |                       | 3:12 |
| 7.  | "Repetition"                 |                       | 3:01 |
| 8.  | "Andy Warhol"                |                       | 2:35 |
| 9.  | "Quicksand"                  |                       | 4:46 |

## Personeel
- David Bowie: zang, productie
- Gail Ann Dorsey: basgitaar, achtergrondzang
- Reeves Gabrels: gitaar, productie
- Mark Plati: opname, mix, productie, toetsen
- Ray Staff: masteropname